# Telesni stražar
Telesni stražar je osebni varnostnik ali vladni agent, ki ščiti oziroma varuje osebe. Običajno so to premožne ali politično pomembne osebe, katere potrebujejo osebno zaščito pred: ugrabitvijo, napadom, tatvino, umorom, nadlegovanjem, izgubo zaupnih informacij, groženj, ali drugih kaznivih dejanj. Osebe ki potrebujejo za svojo varnost telesnega stražarja so tako imenovane VIP osebe.

### Naloge telesnega stražarja
Naloge telesnih stražarjev oziroma stražarje si ljudje običajno predstavljajo kot jih prikazujejo v raznoraznih filmih, kjer je glavna naloga, da se stražar s svojo mišično maso in borilnimi veščinami bojuje proti sovražnikom varovane osebe. V realnem življenju pa je tisto laično razmišljanje v čistem nasprotju. Večinoma gre za načrtovanje poti, pregled stavb in prostorov v katerem se bosta gibala, seznanitev s sestanki stranke in ljudi, ki jo bodo obdajali, kontrola avtomobila ter spremljanje in varovanje stranke pred izgubo življenja iz dneva v dan.

### Razdelitev odgovornosti
Razdelitev odgovornosti je odvisna od več dejavnikov. Zato poznamo več vlog katere delujejo v skupini. Vloge se delijo na telesnega stražarja voznika, stražarja osebe, lahko pa tudi druge stražarje, ki so pomožni ali pa delujejo kot podpora pri odkrivanju eksplozivnih teles, prisluškovalnih naprav, ostrostrelcev, preiskavi ljudi, ki bi lahko imele stik s stranko. Vse to pa je odvisno od stopnje tveganja kar se prilagaja pri samem varovanju osebe in vključevanju posameznih vlog.

### Transport
V nekaterih primerih telesni stražarji tudi vozijo svoje stranke na različne lokacije. Za učinkovito izvedbo varovanja osebe pa potrebujemo več telesnih stražarjev, saj en sam stražar ne more spremljati stranke in pustiti prevoznega sredstva brez nadzora. Prevozno sredstvo brez nadzora pomeni številna tveganja za stranko oziroma izvedbo varovanja, katera so: namestitve eksplozivnih naprav na prevozno sredstvo, možnost namestitve lisic ali odstranitev vozila s strani redarske službe. Za stranko je potrebno vedno imeti vozilo na razpolago, saj v primeru visoke ogroženosti telesni stražar ne bo moral odpeljati stranke s kritične točke.
Voznik mora biti usposobljen za taktično vožnjo v situacijah ogroženosti ter poznati vse karakteristike avtomobila kako se odziva na samem vozišču. Zato se največkrat uporabljajo velike limuzine z nizkim težiščem in zmogljivim motorjem kot so BMW ali Mercedes Benz. Uporabljajo pa se tudi terenska vozila. Za minimalno tveganje so potrebna neprebojna stekla, ojačana karoserija vozila in pnevmatike "Run-flat", ki omogočajo vožnjo po predrtju pnevmatike.